# Kaloula mediolineata
Espèce
Synonymes
- Callula mediolineata Smith, 1917

Statut de conservation UICN

 NT  : Quasi menacé
Kaloula mediolineata est une espèce d'amphibiens de la famille des Microhylidae.

## Répartition
Cette espèce se rencontre, :
- au Laos ;
- en Thaïlande ;
- au Viêt Nam dans la province de Đắk Lắk.

Sa présence est incertaine au Cambodge.

## Description
Kaloula mediolineata a le dos vert olive plus ou moins foncé et présente une ligne claire entre les yeux. Une large rayure, jaune ou brunâtre, court des yeux jusqu'à la racine des cuisses et une autre, plus fine, s'étend du milieu du dos jusqu'à l'arrière du corps. Son ventre est blanc ou beige, sa gorge et généralement son poitrail sont marbrés de brun.

## Étymologie
Son nom d'espèce, du latin medius, « central », et lineata, « rayé », fait référence à sa coloration dorsale.

## Publication originale
- Smith, 1917 : Description of new Reptiles and a new Batrachian from Siam. Journal of the Natural History Society of Siam, vol. 2, p. 221-225 (texte intégral).